# Myerslopella taylori
Myerslopella taylori är en insektsart som beskrevs av Evans 1977. Myerslopella taylori ingår i släktet Myerslopella och familjen dvärgstritar. Inga underarter finns listade i Catalogue of Life.